# Josef Bardarini
Josef Bardarini (* 8. Oktober 1708 in Fiume; † 5. November 1791 ebenda) war Professor für Theologie und Direktor der Universitätsbibliothek Graz.
Josef Bardarini trat mit 15 Jahren dem Jesuiten-Orden bei. Er war promovierter Theologe, Professor für Theologie und Philosophie an der Universität Graz und Rektor in Görz, Fiume und Graz. Nach der Aufhebung des Jesuitenordens wurde er Weltpriester (kaiserlicher Hofkaplan) und als solcher 1773 bis 1774 der erste Direktor der Universitätsbibliothek Graz nach deren Verstaatlichung und gleichzeitig Rektor der Universität. Sein Nachfolger als Bibliotheksdirektor war Richard Tecker.

## Werke (Auswahl)
- De bello Silesiaco ab ejus initio usque ad pacem 1763 Hubertusburgi conciliatam libri XIV. Fiume 1782.